# Peter Cahn (Musiker)

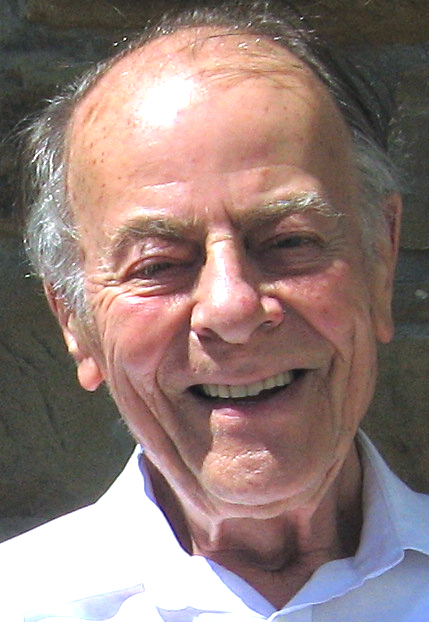
Dr. Peter Cahn, 2010.

Peter Cahn (geboren am 23. Oktober 1927 in Frankfurt am Main; gestorben am 29. Januar 2016 ebenda) war ein deutscher Musikpädagoge, Komponist und Musikwissenschaftler.

## Leben
Peter Cahn war der Sohn des bekannten Frankfurter Rechtsanwalts und Notars Max Ludwig Cahn (1889–1967) und dessen Ehefrau Ottilie (Tilly) Therese Pauline Schulze (geboren am 4. Januar 1892, gestorben am 10. November 1980). Er erlernte als Schüler das Klavierspiel bei Lotte Kahn und nahm Unterricht auf dem Violoncello bei Alexander Molzahn. Als Sohn eines jüdischen Vaters blieb ihm sowohl das Abitur am Lessing-Gymnasium als auch der Besuch des Hoch’schen Konservatoriums verwehrt.
Nach 1945 studierte er zunächst privat Komposition bei Johann Friedrich Hoff und Kurt Hessenberg, Klavier bei August Leopolder und Chorleitung bei Kurt Thomas. Es folgte das Studium der Musikwissenschaft, Musikpädagogik und der Klassischen Philologie an der Frankfurter Musikhochschule und an der Johann Wolfgang Goethe-Universität.
Von 1954 an unterrichtete Peter Cahn zunächst an Frankfurter Gymnasien und am Konservatorium. Ab 1962 wirkte er am Musikwissenschaftlichen Institut der Johann Wolfgang Goethe-Universität als Dozent für Formenlehre und Musiktheorie und leitete dort das Collegium Musicum. Gleichzeitig erhielt er einen Lehrauftrag für Tonsatz, Formenlehre und Gehörbildung an der Hochschule für Musik und Darstellende Kunst Frankfurt am Main, die ihn 1982 zum Professor für Musikgeschichte und Musiktheorie berief.
Er komponierte zwei- und vierhändige Klavierkompositionen, Kammermusik verschiedener Besetzungen, Lieder und Kantaten, Bühnenmusiken und Orchesterwerke.
Als Musikwissenschaftler veröffentlichte er neben der Festschrift Das Hoch’sche Konservatorium in Frankfurt am Main 1878 bis 1978 Arbeiten zur Formgestaltung im Werk Beethovens, zu Paul Hindemith und Hans Pfitzner sowie zahlreiche Aufsätze zur Frankfurter Musikgeschichte. Von 1986 bis 2006 war er Mitherausgeber der Zeitschrift „Musiktheorie“. Neben seiner Beteiligung am Funkkolleg „Musikgeschichte“ bleibt die Mitarbeit an der Gesamtausgabe der Werke Paul Hindemiths zu nennen.
Cahn gehörte seit 1992 der von ihm mitbegründeten Frankfurter Telemann-Gesellschaft an.
Seit 2010 war Cahn Ehrensenator der Hochschule für Musik und Darstellende Kunst Frankfurt am Main. 2013 wurde ihm „in Anerkennung seiner besonderen Verdienste“ die Goetheplakette der Stadt Frankfurt am Main verliehen.
Cahn heiratete 1951 Charlotte, geb. Neubronner, geboren am 13. August 1927 in Kronberg/Taunus; gestorben am 20. November 2024 in Frankfurt am Main. Sie war die mittlere Tochter des Fotografen Adolf Neubronner, Sohn von Julius Neubronner. Sie hatten vier Kinder.

## Schriften (Auswahl)

### Selbstständige Publikation
- Das Hoch’sche Konservatorium in Frankfurt am Main (1878–1978), Frankfurt am Main 1979 (zugleich Diss. phil. Frankfurt 1980).

### Aufsätze
- Zur Funktion der Hörner und Trompeten im klassischen Orchestersatz. In: P. Cahn, U. Aarburg, W. Stauder (Hrsg.): Festschrift H. Osthoff. Tutzing 1969.
- Der Szenenaufbau in Debussys Pelléas et Mélisande. In: Kongreßbericht Bonn 1970. Kassel 1971, S. 207–212.
- Hindemiths Kadenzen. In: Hindemith-Jahrbuch. 1971/I, S. 80–134.
- Hindemiths Lehrjahre in Frankfurt. In Hindemith-Jahrbuch. 1972/II, S. 23–47; auch in: L. Schader, S. Schaal (Hrsg.): Über Hindemith. Aufsätze zu Werk, Ästhetik und Interpretation. Mainz 1996, S. 15–39.
- Zur Vorgeschichte und Frühzeit des Hoch’schen Konservatoriums. In: Joseph Hoch zum 100. Todestag. Frankfurt am Main 1974, S. 37–53.
- Paul Hindemith in Frankfurt. In: Hindemith-Jahrbuch. 1976/V, S. 21–42.
- Eine Reichenauer Handschrift in Frankfurt a. M.: Der Musiktraktat des Joh. Floeß (1419). In: L. Finscher (Hrsg.): Renaissance-Studien. Festschrift H. Osthoff. Tutzing 1979, S. 9–27.
- Die Orchesterwerke von Gerhard Frommel. In: P. Cahn, W. Osthoff, J. P. Vogel (Hrsg.): Gerhard Frommel. Der Komponist und sein Werk. Tutzing 1979, S. 97–119.
- Zu einigen Aspekten des Materialdenkens in der Musik des 20. Jahrhunderts. In: Hindemith-Jahrbuch. 1980/IX, S. 193–205.
- Mimi Kwast und Percy Grainger. Ein unbekanntes Kapitel der Pfitzner-Biographie. In: Mitteilungen der Hans Pfitzner-Gesellschaft. 43, 1981, S. 78–90.
- Kirchenmusik an St. Katharinen. In: J. Proescholdt (Hrsg.): St. Katharinen zu Frankfurt am Main. Frankfurt am Main 1981, S. 277–296, S. 291–293, S. 293–315.
- Aspekte der Schlußgestaltung in Beethovens Instrumentalwerken. In: Archiv für Musikwissenschaft. 39, 1982, S. 19–38.
- Zum Charakter von Pfitzners Spätstil am Beispiel der Kleinen Sinfonie op. 44. In: W. Osthoff (Hrsg.): Symposium Hans Pfitzner Berlin 1981. Tutzing 1984, S. 99–113.
- Traditionszusammenhänge in Schostakowitschs Streichquartetten. In: K. W. Niemöller, Z. Zaderackij (Hrsg.): Internationales Schostakowitsch-Symposium Köln 1985. Regensburg 1986, S. 397–416.
- Aus frühen Briefen Hans Werner Henzes. In: Dieter Rexroth (Hrsg.): Der Komponist Hans Werner Henze. Schott, Mainz 1986, S. 20–30.
- Wilhelm Furtwängler im Spiegel unbekannter Briefe. In: Neue Zeitschrift für Musik. 147, 1986, S. 262–279.
- Carl Czernys erste Beschreibung der Sonatenform (1832). In: Musiktheorie. I, 1986, S. 262–279
- Die Sinfonien Christoph Graupners. In: O. Bill (Hrsg.): Chr. Graupner, Hofkapellmeister in Darmstadt. Mainz 1987, S. 213–268.
- „Ars poetica und musica poetica“ in der Musiktheorie des 15. und 16. Jahrhunderts. In: F. R. Varwig (Hrsg.): Ainigma. Festschrift H. Rahn. Heidelberg 1987, S. 23–33.
- Hindemiths Klarinettenquintett und seine beiden Fassungen. In Hindemith-Jahrbuch. 1987/XVI, S. 138–152.
- Johannes Brahms, Intermezzo B-Dur op. 76 Nr. 4. In: Musica. 42, 1988, S. 47–51.
- Scheibes Kritik an Bach und das Ende des Barock. In: Funkkolleg Musikgeschichte. Studienbegleitbrief 5. Weinheim/Mainz 1988, S. 11–59; erweitert in: S. Ehrmann-Herfort, L. Finscher, G. Schubert (Hrsg.): Europäische Musikgeschichte. Band 1. Kassel 2002, S. 407–469.
- Zur Vorgeschichte des „Opus perfectum et absolutum“ in der Musikanschauung um 1500. In: K. Hortschansky (Hrsg.): Zeichen und Struktur in der Musik der Renaissance. Symposium Münster 1987. Kassel 1989, S. 11–26.
- Gabriel Faurés letzte Verlaine-Vertonung („Prison“) und die Tradition von „Plainte“ und „Lamento“. In: Martin Just, Reinhard Wiesend (Hrsg.): Liedstudien. Wolfgang Osthoff zum 60. Geburtstag. Tutzing 1989, S. 453–471.
- Kurt Hessenbergs Streichquartette. In: P. Cahn (Hrsg.): K. Hessenberg, Beiträge zu Leben und Werk. Mainz 1990, S. 67–86.
- Eine handschriftlich hinterlassene Formenlehre von Bernhard Sekles. In: J. Kuckertz u. a. (Hrsg.): Neue Musik und Tradition. Festschrift Rudolph Stephan. Laaber, Laaber 1990, S. 417–426.
- Zu Beethovens Klaviertrio Es-Dur op. 70 Nr. 1. In: R. Bockholdt, P. Weber-Bockholdt (Hrsg.): Beethovens Klaviertrios. Symposion München 1990. München 1992, S. 130–144.
- Gottfried Weber und die Musik der Wiener Klassik. In: A. Beer (Hrsg.): Studien zu Gottfried Webers Wirken und zu seiner Musikanschauung. Mainz 1993, S. 3–26.
- Gerhard Frommels „Nachtstück I“ aus „Caprichos. 6 Klavierstücke op. 14“. In: Musica. 47, 1993, S. 182 f.
- Humperdincks Pfitzner-Kritiken. Texte und Kontext. In: Mitteilungen der Hans Pfitzner-Gesellschaft. 53, 1993, S. 3–25.
- Kontrapunktische Züge in Pfitzners Liedern. In: W. Osthoff (Hrsg.): Hans Pfitzner und die musikalische Lyrik seiner Zeit. Symposion Hamburg 1989. Tutzing 1994, S. 13–39.
- Humperdinck als Kritiker der Frankfurter Zeitung. In: A. B. Kersting (Hrsg.): 100 Jahre „Hänsel und Gretel“. Mainz 1994, S. 62–71.
- Beethoven, 3 Streichtrios G-Dur, D-Dur und c-Moll op. 9. In: A. Riethmüller, C. Dahlhaus, A. Ringer (Hrsg.): Beethoven. Interpretationen seiner Werke. Band I. Laaber, Laaber 1994, S. 60–71; Violinsonate a-Moll op. 23. Laaber, Laaber 1994, S. 190–196; Violinsonate G-Dur op. 96. Band II. Laaber, Laaber 1994, S. 86–92.
- Soliloquium und Dialog. Augustinus über die Musik. In: P. Ackermann, U. Kienzle, A. Nowak (Hrsg.): Festschrift W. Kirsch. Zutzing 1996, S. 11–20.
- Hans Pfitzners Violinkonzert. In: W. Keil (Hrsg.): Musik der 20er Jahre. Hildesheim 1996, S. 59–85.
- Faurés „Á Clymène“. Überlegungen zur „forme nouvelle“ in den „Cinq Mélodies de Venise“. In: P. Jost (Hrsg.): Gabriel Fauré. Werk und Rezeption. Kassel 1996, S. 130–141.
- Rameaus Theorie als Quelle musikalischer Ausdruckslehre. In: Jahrbuch des Staatlichen Instituts für Musikforschung Preußischer Kulturbesitz. 1999, S. 77–91.
- Zum Verhältnis zwischen akademischer Musikforschung und zeitgenössischer Musik in Deutschland zwischen dem Ende des Ersten Weltkriegs und den frühen 1960er Jahren. In: A. Gerhard (Hrsg.): Musikwissenschaft – eine verspätete Disziplin. Die akademische Musikforschung zwischen Fortschrittsglauben und Modernitätsverweigerung. Stuttgart/Weimar 2000, S. 233–256.
- Telemanns Frankfurter Kammermusik. In: P. Cahn (Hrsg.): Telemann in Frankfurt. Mainz 2000, S. 196–207.
- Die Szene Filippo – Posa in Verdis „Don Carlos“. In: D. Goldin Folena, W. Osthoff (Hrsg.): Verdi und die deutsche Literatur. Tagung im Centro Tedesco di Studi Veneziani, 20./21. November 1997. Laaber, Laaber 2002, S. 249–277.
- Goethe und das Frankfurter Musikleben seiner Zeit. In: A. Ballstaedt, U. Kienzle, A. Nowak (Hrsg.): Musik in Goethes Werk – Goethes Werk in der Musik. Schliengen 2003, S. 11–29.
- Frankfurt als Station reisender Virtuosen im 18. Jahrhundert. In: C. Meyer (Hrsg.): Le musicien et ses voyages. Pratiques, réseaux et répresentations. Berlin 2003, S. 127–141.
- Formprobleme in Beethovens „Freyer Sonate“ op. 102, Nr.1. In: S. Brandenburg, I. Maass, W. Osthoff (Hrsg.): Beethovens Werke für Klavier und Violoncello. Bericht über die Internationale Fachkonferenz. Bonn, 18.–20. Juni 1998. Bonn 2004, S. 239–263.
- Clara Schumann und Bernhard Scholz: Unbekannte Zeugnisse zur „Reorganisation“ des Hochschen Konservatoriums. In: M. Fend, M. Noiray (Hrsg.): Musical Education in Europe (1770–1914). Band 2. Berlin 2005, S. 503–515.
- Beethovens Entwürfe einer d-Moll-Sinfonie von 1812. In: Musiktheorie. 20, 2005, S. 123–129.
- Das Fest auf Solhaug und die Melodramen. In: R. Franke, W. Osthoff, R. Wiesend (Hrsg.): Hans Pfitzner und das musikalische Theater, Bericht über das Symposium Thurnau 1999. Tutzing 2007, S. 1–17.
- Neue Quellen zur Familie des Organisten und Konzertunternehmers Johann Matthäus Kayser in Frankfurt am Main. In: G. Busch-Salmen (Hrsg.): Philipp Christoph Kayser (1755–1823). Komponist, Schriftsteller, Pädagoge, Jugendfreund Goethes. Hildesheim 2007, S. 25–45.
- Franz Schuberts Thekla-Lieder. In: H. Geyer, W. Osthoff (Hrsg.): Schiller und die Musik. Köln/Weimar 2007, S. 17–33.
- Telemanns Frankfurter Jahre. In: Evelyn Brockhoff (Hrsg.): Archiv für Frankfurts Geschichte und Kunst. 71. Frankfurt 2008, S. 17–26.

### Ausgaben
- Frankfurter musikhistorische Studien, Helmuth Osthoff zu seinem 70. Geburtstag, Tutzing 1969.
- Gerhard Frommel. Der Komponist und sein Werk, hrsg. von P. Cahn, W. Osthoff und J. P. Vogel, Tutzing 1979.
- Carl Israel, Frankfurter Concert-Chronik von 1713–1780. Reprographischer Nachdruck der Ausgabe von 1876 mit Vorwort, Anhang und Register, Frankfurt 1986.
- Kurt Hessenberg. Beiträge zu Leben und Werk, Mainz 1990.
- De Musica et Cantu. Studien zur Geschichte der Kirchenmusik und der Oper, Helmut Hucke zum 60. Geburtstag, hrsg. von P. Cahn und A. Heimer, Hildesheim 1993.
- Hans Pfitzner, „Das Herz“ und der Übergang zum Spätwerk. Symposium Rudolstadt 1993, hrsg. von W. Osthoff und P. Cahn, Tutzing 1997.
- Telemann in Frankfurt. Bericht über das Symposium Frankfurt am Main, 26./27. April 1996, Mainz 2000.

### Musikeditionen
- Paul Hindemith, Sämtliche Werke, im Auftrag der Hindemith-Stiftung hrsg. von K. v. Fischer und L. Finscher, Serie V Band 6: Streicherkammermusik III, Mainz 1976.
- Paul Hindemith, Sämtliche Werke, im Auftrag der Hindemith-Stiftung, Serie V, Band 1: Bläserkammermusik I, hrsg. von P. Cahn und A. Heimer.
- Georg Philipp Telemann, „Es ist umsonst, daß ihr früh aufstehet“, Kantate zum 5. Sonntag nach Trinitatis (1720), nach der Handschrift der Universitätsbibliothek Frankfurt hrsg. von E. Hanau und P. Cahn, Frankfurt/M. 2001.

### Artikel für Lexika
- Die Musik in Geschichte und Gegenwart. Zweite neubearbeitete Ausgabe (MGG 2), hrsg. von L. Finscher, darin von P. Cahn: Diatonik-Chromatik-Enharmonik, Frankfurt am Main, Kanon, Komposition C. Aspekte der Kompositionsgeschichte von ca. 1600 bis ca. 1950, Georg Draud (Draudius), Gerhard Frommel, Pythagoras, Quintilian (Marcius Fabius Quintilianus).
- Handwörterbuch der Musikalischen Terminologie, hrsg. von H. H. Eggebrecht, A. Riethmüller, Stuttgart 1973 ff. (darin von P. Cahn: Transitus; Retardatio, ritardando; Repercussio).

## Werke (Auswahl)
Kammermusik und Klavierwerke
- Sonate für Violine und Klavier (1951)
- Sonate für Cello und Klavier (1953)
- Sieben leichte Stücke für Klavier 4händig (1953)
- Divertimento für Flöte, Oboe und Fagott (1954)
- Drei Duos für 2 Violinen (1954)
- Quintettsatz für 3 Violinen, Bratsche und Cello (1955)
- Fünf Klavierstücke (1975/76)
- Zwei Lieder für Sopran und Flöte (1980)
- Trio für Violine, Cello und Klavier (1981)

Orchesterwerke
- Concertino für Flöte und Streichorchester (1950)
- Konzertante Musik für Violine und Streichorchester (1956)
- Konzert für kleines Orchester (1956)
- Drei Stücke für Streichorchester (1958)

Frühere Kompositionen und Nebenwerke
Klavier- und Kammermusik
- Bolero für Klavier (1942)
- Capriccio für Klavier (1943)
- Rondo Es-Dur für Klavier (1944)
- Rondo e-moll für Klavier (1944)
- Sonatine Es-Dur für Klavier (1945)
- Sonate h-moll für Violine und Klavier (1945/46)
- Capriccio für Klavier 4händig (1946)
- Streichquartett D-Dur (1947/48)
- Aria e Capriccio für Klavier (1949)

Bühnenmusiken
- Schauspielmusik zu Shakespeares Sommernachtstraum (1949)
- Bühnenmusik zu Der Kreidekreis (1949)

Bühnenmusiken zu Puppentheateraufführungen
- Goethe, Faust II (1947)
- Hofmannsthal, Das Salzburger Welttheater
- Ibsen, Peer Gynt
- Claudel, Der Seidene Schuh (1953)

Lieder mit Klavierbegleitung
- Ghaselen-Motto (Platen) „Im Wasser wogt die Lilie“ (1942)
- Bitte (Lenau) „Weil auf mir, du dunkles Auge“ (1943)
- Abendbild (Lenau) „Friedlicher Abend senkt sich aufs Gefilde“ (1943)
- Reiselied (Hofmannsthal) „Wasser stürzt uns zu verschlingen“ (1944)
- Ghasel (Platen) „Farbenstäubchen auf der Schwinge“ (1948)
- 2 Songs aus Sweeney Agonistes (T.S. Eliot) (1949/50) „Under the bamboo tree“ / „My little island-girl“
- Musik bewegt mich, daß ich Dein gedenke (Ricarda Huch) (1951)

Kantate
- Es kommt ein Schiff geladen Choralkantate für eine tiefe Solostimme, 2 Violinen, vierstimmigen gemischten Chor und Orgel (1954)